# Burruyacú (kommunhuvudort i Argentina)
Burruyacú är en kommunhuvudort i Argentina.   Den ligger i provinsen Tucumán, i den norra delen av landet, 1 100 km nordväst om huvudstaden Buenos Aires. Burruyacú ligger 526 meter över havet och antalet invånare är 2 037.
Terrängen runt Burruyacú är platt åt sydost, men åt nordväst är den kuperad. Runt Burruyacú är det glesbefolkat, med 9 invånare per kvadratkilometer.. Det finns inga andra samhällen i närheten.
Trakten runt Burruyacú består till största delen av jordbruksmark.